# Senado da República
Senado da República (1911-1926) foi a câmara alta do Congresso da República criado pela Constituição Portuguesa de 1911. Funcionou até ser dissolvido pelo Golpe de 28 de Maio de 1926 que pôs termo à Primeira República Portuguesa.

## Descrição
Os senadores eram eleitos por listas, por distritos e por províncias ultramarinas, para um período de 6 anos. Com as alterações introduzidas em março de 1918, passaram também a ser representativos das categorias profissionais (Agricultura, Indústria, Comércio, Serviços públicos, Profissões liberais e Artes e Ciências). Sempre que se realizavam eleições de Deputados, o Senado era renovado em metade dos seus membros. Competia aos Senadores, para além do que era comum com os Deputados, de acordo com a Constituição portuguesa de 1911, aprovar ou rejeitar, por votação secreta, as propostas de nomeação dos governadores e comissários da República para as Províncias Ultramarinas.
A primeira eleição do Senado foi realizada na sessão de 25 de agosto da Assembleia Nacional Constituinte. A 26 de agosto realiza-se a primeira sessão do Senado da República. A legislatura durava 3 anos e cada sessão legislativa 4 meses. As sessões eram públicas ou secretas, diurnas e noturnas.

## Mesa do Senado da República
Era composta por um presidente, dois vice-presidentes, dois secretários e dois vice-secretários eleitos pelo período da legislatura. Todos os membros da Mesa são eleitos pela maioria absoluta dos deputados em efetividade de funções.
Nas reuniões plenárias a Mesa era constituída pelo presidente e pelos Secretários. Na falta do presidente as reuniões eram presididas por um dos outros vice-presidentes.

### Lista de Presidentes do Senado da República
| Presidente | Presidente                               | Início do mandato       | Fim do mandato          |
| ---------- | ---------------------------------------- | ----------------------- | ----------------------- |
|            | Anselmo Braamcamp Freire                 | 26 de agosto de 1911    | 29 de junho de 1914     |
|            | Anselmo Braamcamp Freire                 | 26 de agosto de 1911    | 29 de junho de 1914     |
|            | António Xavier Correia Barreto (1.ª vez) | 7 de janeiro de 1915    | 5 de dezembro de 1917   |
|            | Manuel Jorge Forbes de Bessa             | 19 de julho de 1918     | 4 de novembro de 1918   |
|            | Zeferino Falcão                          | 3 de dezembro de 1918   | 18 de fevereiro de 1919 |
|            | António Xavier Correia Barreto (2.ª vez) | 2 de junho de 1919      | 31 de maio de 1921      |
|            | Augusto Barreto                          | 2 de agosto de 1921     | 17 de setembro de 1921  |
|            | José Pereira Osório                      | 20 de fevereiro de 1922 | 30 de novembro de 1922  |
|            | António Xavier Correia Barreto (3.ª vez) | 2 de dezembro de 1922   | 31 de maio de 1926      |

## Comissões Parlamentares
Segundo o Regimento de 1911, existiam 16 comissões permanentes:
1. Comissão da Administração Pública
2. Comissão de Assuntos Culturais
3. Comissão das Colónias
4. Comissão de Engenharia (obras públicas, minas, correios e telégrafos)
5. Comissão de Finanças
6. Comissão do Fomento (agricultura, comércio e industria)
7. Comissão de Guerra
8. Comissão de Higiene e Assistência
9. Comissão de Instrução
10. Comissão de Legislação civil, comercial e criminal
11. Comissão Legislação operária
12. Comissão de Marinha e pescarias
13. Comissão de Negócios Estrangeiros e internacionais
14. Comissão de Petições
15. Comissão de Redacção, faltas infracções e Regimento
16. Verificação de Poderes.

No entanto o Regimento interno de 1922 já só previa 9 comissões permanentes e 4 secções: 
1. Comissão de Verificação de Poderes, Regimento, Petições, Infracções e Faltas
2. Comissão de Legislação, Administração Pública, Política e Civil
3. Comissão de Finanças
4. Comissão do Fomento
5. Comissão de Instrução
6. Comissão das Colónias
7. Comissão técnica militar
8. Comissão de Redacção
9. Comissão do Orçamento.

1. Economia e Finanças
2. Direito e Negócios Estrangeiros
3. Educação
4. Colónias e Defesa Nacional

A partir de 1923, passou a contar, também, com 2 secções deliberativas:
1. Educação, economia política e social, finanças, fomento, trabalho e previdência social, higiene pública, obras e serviços públicos.
2. Direito público e privado, administração pública, negócios estrangeiros, orgânica das colónias e defesa nacional.

## Evolução histórica da composição do Senado da República
Ao longo do tempo, o Senado da República apresentou a seguinte evolução:
| Legislatura (Eleições) | Legislatura (Eleições) | Bancadas (Deputados) | Vigência  |
| ---------------------- | ---------------------- | --- | --------- |
| I (1913)               |                        | - Partido Democrático (24) - Partido da União Republicana (18) - Partido Republicano Evolucionista (16) - Partido Socialista Português (2) - Independentes (6)                                                                    | 1911-1915 |
| II (1915)              |                        | - Partido Democrático (45) - Partido da União Republicana (11) - Partido Republicano Evolucionista (9) - Centro Católico Português (1) - Independentes (3)                                                                        | 1915-1917 |
| III (1918)             |                        | - Partido Nacional Republicano (32) - Causa Monárquica (10) - Centro Católico Português (1) - Independentes (30) | 1918      |
| IV (1919)              |                        | - Partido Democrático (36) - Partido Republicano Evolucionista (27) - Centro Católico Português (1) - Independentes (7) | 1919-1921 |
| V (1921)               |                        | - Partido Liberal Republicano (32) - Partido Democrático (22) - Partido Republicano da Reconstituição Nacional (7) - Centro Católico Português (3) - Independentes (7)                                                            | 1921      |
| VI (1922)              |                        | - Partido Democrático (37) - Partido Liberal Republicano (11) - Partido Republicano da Reconstituição Nacional (10) - Causa Monárquica (4) - Centro Católico Português (1) - Independentes (7)                                    | 1922-1925 |
| VII (1925)             |                        | - Partido Democrático (39) - Partido Republicano Nacionalista (8) - Causa Monárquica (6) - Partido Republicano da Esquerda Democrática (6) - Centro Católico Português (4) - Partido Socialista Português (2) - Independentes (8) | 1925-1926 |